# Paul Hester
Paul Newell Hester (ur. 8 stycznia 1959 w Melbourne, zm. 26 marca 2005 tamże) – australijski muzyk i osobowość telewizyjna. Był perkusistą i członkiem grupy Split Enz (1983–1985), a następnie wraz z Neilem Finnem i innymi muzykami współtworzył Crowded House (1985–1996). 

## Życiorys
Urodził się w Melbourne. Jego matka, Elizabeth Anne, była perkusistką jazzową, a ojciec, Mulga „Mike” Newell Hester, legendarnym buszmenem. Miał siostrę, Carolyn. Od najmłodszych lat był zachęcany przez matkę do nauki gry na perkusji i wkrótce zaczął pokazywać swój talent. Jego ekstrawertyczna osobowość nie zrobiła wrażenia na nauczycielach. Był pierwszym przypadkiem ucznia w historii edukacji w Wiktorii, którego nauczyciele podpisali petycję wzywającą go do opuszczenia szkoły. Spędził większość swoich młodzieńczych lat mieszkając w Górach Dandenong, domu rodzinnym znajdującym się na skraju lasu Sherbrooke na granicy Sherbrooke / Kallista. Niektóre z zespołów z Melbourne, w których grał w latach 1976–1978, to Thunder i Edges. Podjął kilka niewymagających kwalifikacji prac, zanim w 1980 założył swoją pierwszą grupę, The Cheks, przemianowaną na Deckchairs Overboard, kiedy muzycy przenieśli się do Sydney w 1982.
W 1983 dołączył do Split Enz i grał na ich albumie Conflicting Emotions (1983) oraz dwóch innych, zanim grupa rozpadła się w 1985. Split Enz ma na swoim koncie takie nagrania jak „Message to My Girl”, „Strait Old Line”, „Bullet Brain i kaktus” oraz „Bon Voyage”. W 1985 Hester wraz z Neilem Finnem pomógł założyć grupę muzyczną Crowded House, z którą grał razem przez 11 lat. Zespół nagrał wiele hitów, w tym „Don’t Dream It’s Over”, „Something So Strong”, „That’s What I Call Love” i „Now We’re Getting Somewhere”. Po tym, jak grupa rozpadła się na dobre w 1996, Hester założył w 1997 kolejny zespół o nazwie Largest Living Things i wydał z nimi dwa albumy, grając koncerty w Australii. Hester grał także z zespołem Tarmac Adam i był gospodarzem The Music Max Sessions (australijski odpowiednik MTV Unplugged) dla australijskiego kanału muzycznego Music Max.
26 marca 2005, w wieku 46 lat, Hester popełnił samobójstwo, wieszając się w Elsternwick Park w Brighton w Melbourne, niedaleko swojego domu. Cztery lata wcześniej rozstał się z Mardi Sommerfeld, z którą miał dwie córki, Sunday (ur. 1994) i Olive (ur. 25 maja 2000). Jego matka zachorowała i zmarła w 2003. Rodzina i bliscy przyjaciele wiedzieli, że przez kilka lat przed śmiercią cierpiał na depresję i miał skłonność do tzw. huśtawki nastrojów.